# One Note Symphony - Live in Tel Aviv
One Note Symphony - Live In Tel Aviv è il sesto album dal vivo da solista di Alan Parsons, pubblicato nel 2022 dalla Frontiers Records.

## Descrizione
L'album live viene pubblicato il 11 febbraio 2022, con il titolo One Note Symphony - Live In Tel Aviv, e contiene la registrazione del concerto tenuto a Tel Aviv, in Israele, il 4 giugno 2019, presso il The Charles Bronfman Auditorium. Il concerto viene svolto con la collaborazione dell'Israel Philharmonic Orchestra diretta dal tastierista dell'Alan Parsons Live Project Tom Brooks.
Come guest star vi è Jordan Asher Huffman che canta il brano I Can't Get There From Here dell'album The Secret del 2019.
L'album comprende sia brani tratti dal repertorio realizzato da Parsons assieme a Eric Woolfson con il The Alan Parsons Project che brani tratti dagli ultimi album da solista ed in particolare da The Secret del 2019.
L'edizione Deluxe comprende due CD ed un DVD in cofanetto con un booklet di 12 pagine.

## Tracce

### Disco 1 (CD)
Edizioni musicali Frontiers Records.
1. One Note Symphony (The Secret - 2019) – 5:17 (Alan Parsons, Todd Cooper, Tom Brooks)
2. Damned If I Do (Eve - 1979) – 4:54 (Alan Parsons, Eric Woolfson)
3. Don't Answer Me (Ammonia Avenue - 1984) – 4:30 (Alan Parsons, Eric Woolfson)
4. Time (The Turn of a Friendly Card - 1980) – 5:47 (Alan Parsons, Eric Woolfson)
5. Breakdown / The Raven (I Robot - 1977 • Tales of Mystery and Imagination - Edgar Allan Poe - 1976) – 6:45 (Alan Parsons, Eric Woolfson)
6. Luciferama (Eve - 1979 • Eye in the Sky - 1982) – 4:56 (Alan Parsons, Eric Woolfson) – Strumentale
7. Silence And I (Eye in the Sky - 1982) – 7:41 (Alan Parsons, Eric Woolfson)
8. I Wouldnt Want To Be Like You (I Robot - 1977) – 4:46 (Alan Parsons, Eric Woolfson)
9. Don't Let It Show (I Robot - 1977) – 4:42 (Alan Parsons, Eric Woolfson)

Durata totale: 49:18

### Disco 2 (CD)
Edizioni musicali Frontiers Records.
1. The Sorcerer's Apprentice (The Secret - 2019) – 5:50 (Paul Dukas - arrangiamento strumentale reinventato da Alan Parsons, Tom Brooks) – Strumentale
2. Standing On Higher Ground (Gaudi - 1987) – 4:37 (Alan Parsons, Eric Woolfson)
3. As Lights Fall (The Secret - 2019) – 3:56 (Dan Tracey, Alan Parsons)
4. I Can't Get There From Here (The Secret - 2019) – 4:46 (Patrick Read Johnson, David Russo, Jared Mahone, Alan Parsons)
5. Prime Time (Ammonia Avenue - 1984) – 10:18 (Alan Parsons, Eric Woolfson)
6. Sirius / Eye in the Sky (Eye in the Sky - 1982 • Eye in the Sky - 1982) – 5:53 (Alan Parsons, Eric Woolfson)
7. Old And Wise (Eye in the Sky - 1982) – 5:31 (Alan Parsons, Eric Woolfson)
8. (The System Of) Dr. Tarr and Professor Fether (Tales of Mystery and Imagination - Edgar Allan Poe - 1976) – 3:32 (Alan Parsons, Eric Woolfson)
9. Games People Play (The Turn of a Friendly Card - 1980) – 4:39 (Alan Parsons, Eric Woolfson)

Durata totale: 49:02

### Disco 3 (DVD)
Edizioni musicali Frontiers Records.
1. One Note Symphony (The Secret - 2019) – 5:47 (Alan Parsons, Todd Cooper, Tom Brooks)
2. Damned If I Do (Eve - 1979) – 4:52 (Alan Parsons, Eric Woolfson)
3. Don't Answer Me (Ammonia Avenue - 1984) – 4:32 (Alan Parsons, Eric Woolfson)
4. Time (The Turn of a Friendly Card - 1980) – 5:50 (Alan Parsons, Eric Woolfson)
5. Breakdown / The Raven (I Robot - 1977 • Tales of Mystery and Imagination - Edgar Allan Poe - 1976) – 6:45 (Alan Parsons, Eric Woolfson)
6. Miracle (The Secret - 2019) – 3:28 (Guy Erez, Andy Ellis, Alan Parsons)
7. Luciferama (Eve - 1979 • Eye in the Sky - 1982) – 5:06 (Alan Parsons, Eric Woolfson) – Strumentale
8. Silence And I (Eye in the Sky - 1982) – 8:14 (Alan Parsons, Eric Woolfson)
9. I Wouldnt Want To Be Like You (I Robot - 1977) – 4:57 (Alan Parsons, Eric Woolfson)
10. Don't Let It Show (I Robot - 1977) – 5:19 (Alan Parsons, Eric Woolfson)
11. The Sorcerer's Apprentice (The Secret - 2019) – 6:35 (Paul Dukas - arrangiamento strumentale reinventato da Alan Parsons, Tom Brooks) – Strumentale
12. Standing On Higher Ground (Gaudi - 1987) – 4:36 (Alan Parsons, Eric Woolfson)
13. As Lights Fall (The Secret - 2019) – 4:21 (Dan Tracey, Alan Parsons)
14. I Can't Get There From Here (The Secret - 2019) – 4:47 (Patrick Read Johnson, David Russo, Jared Mahone, Alan Parsons)
15. Prime Time (Ammonia Avenue - 1984) – 10:18 (Alan Parsons, Eric Woolfson)
16. Sirius / Eye in the Sky (Eye in the Sky - 1982 • Eye in the Sky - 1982) – 6:27 (Alan Parsons, Eric Woolfson)
17. Old And Wise (Eye in the Sky - 1982) – 5:40 (Alan Parsons, Eric Woolfson)
18. (The System Of) Dr. Tarr and Professor Fether (Tales of Mystery and Imagination - Edgar Allan Poe - 1976) – 3:59 (Alan Parsons, Eric Woolfson)
19. Games People Play (The Turn of a Friendly Card - 1980) – 6:35 (Alan Parsons, Eric Woolfson)

Durata totale: 108:08

## Formazione

### Alan Parsons Live Project
- Alan Parsons – voce, chitarra acustica, tastiere, ukulele
- P.J. Olsson – voce, chitarra acustica, percussioni
- Tom Brooks - tastiere, voce
- Todd Cooper - voce, sassofono, registratore, chitarra acustica, percussioni
- Jeff Kollman - chitarre, voce
- Guy Erez - basso, voce
- Danny Thompson - batteria, voce
- Dan Tracey - chitarre, voce
- Jordan Asher Huffman - voce ospite

### Orchestra
- The Israel Philharmonic Orchestra
- Tom Brooks - arrangiamento e direttore d'orchestra

## Registrazione
Registrato dal vivo durante il concerto svolto al The Charles Bronfman Auditorium a Tel Aviv in Israele il 4 giugno del 2019.

## Masterizzazione
Masterizzato a cura di Alan Parsons presso il Parsonics Studio a Santa Barbara in California.